# سائو آنگ
سائو آنگ (یا سائو آنگ Cao Ang) (۱۷۷ تا فوریه یا مارس ۱۹۷)، با نام محترم زیشیو، بزرگ‌ترین پسر سائو سائو، یک جنگ‌سالار بود. سائو آنگ برادر سائو پی، دومین پسر سائو سائو و مؤسس امپراتوری وی بود. او در نبر وان‌چنگ کشته شد.